# Illán de Vacas
Illán de Vacas es un municipio y localidad española de la provincia de Toledo, en la comunidad autónoma de Castilla-La Mancha. Con 2 habitantes (INE 2024), es el municipio con menor número de habitantes del país.

## Toponimia

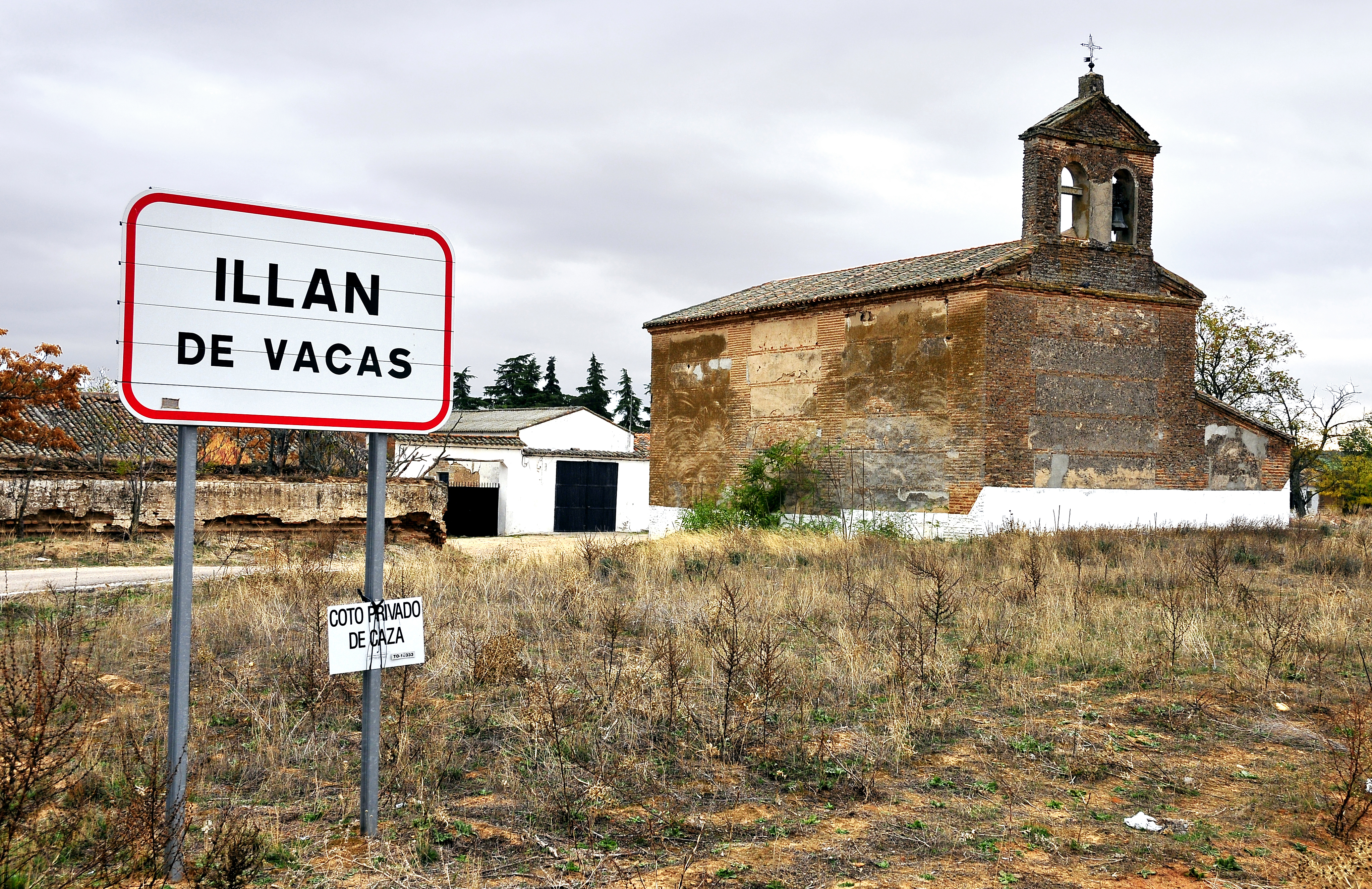
Letrero a la entrada de la localidad

El término de Illán se deriva del latín Iulianus. El nombre del lugar proviene del culto a San Illán o Julián. El segundo término del nombre, Vacas, tiene un origen árabe ya que procede de la palabra wakka.
Un documento de la segunda mitad del siglo XVI comunica que el lugar se llama Vacas y que en él vivía un bienaventurado llamado Illán.

## Geografía
El municipio se encuentra situado «en terreno llano». Pertenece a la comarca de Torrijos y linda con los términos municipales de Los Cerralbos al norte, Otero al noreste, Domingo Pérez al este, Cebolla al sur y Lucillos al oeste. Se sitúa a 23 km de Talavera de la Reina, a 46 km de Toledo, y a 88 km de Madrid.

## Historia
Los orígenes de Illán de Vacas no están suficientemente contrastados. El topónimo Bacas, con base etimológica, según todos los indicios, en el vocablo árabe Waqqas, podría remontar incluso el origen de este caserío a la época musulmana, anterior a la conquista de la taifa toledana por Alfonso VI en 1085. Otra posibilidad pudiera ser la de una posible repoblación realizada por cristianos mozárabes durante las primeras repoblaciones que se llevan a cabo en toda la franja norte del Tajo durante el siglo XII. La primera referencia documental sobre este lugar aparece en los primeros años del siglo XIII, en la confirmación que realiza Alfonso VIII para las jurisdicciones de Talavera y Escalona. El 13 de enero de 1210, el rey confirmaba en Toledo los términos que con anterioridad ya se habían marcado entre ambas villas, llevándose tal concierto en el lugar de Illán de las Baccas. Ya en esta época, Illán es una de las aldeas de la Tierra de Talavera, que junto con La Mañosa (hoy despoblado en la jurisdicción de Cebolla), Cerralbo de Talavera, Brugel (despoblado en la jurisdicción de Lucillos), Cazalegas, Lucillos, Montearagón y Villanueva (despoblado en el término de Cazalegas) constituían la demarcación administrativa, dentro del alfoz talaverano, de la parroquia del Horcajo de Talavera u Horcajo de Santa María.
Las respuestas al cuestionario de Felipe II se redactan en Illán el primero de abril de 1576. Sobre el origen del caserío, los alcaldes de Illán responden:

Al primer capítulo decimos que este lugar se llama Illán de Vacas y es pueblo antiguo y no se sabe porqué se dice Illán de Vacas mas de que oimos decir a los antepasados que se llamaba Vacas y que en este lugar vivía un bienaventurado que llamaron San Illán y está a una legua de este lugar su ermita a donde se enterró y por esto decimos y lo oímos decir y se llama el dicho lugar Illán de Vacas y decimos que esta ermita está hacia la parte del medio día deste dicho lugar Illán de Vacas la dicha ermita".

En el pasado estuvo vinculado a Los Cerralbos, originándose a partir de una casa de labor. Aparece en un documento de 1512 indicándose que se alistaron en este lugar tres soldados.
En el siglo XVII se repuebla este caserío con treinta y siete familias. A mediados del siglo XIX tenía veintidós casas y el presupuesto municipal ascendía a dos mil doscientos reales de los cuales ochocientos eran para pagar al secretario.

## Demografía
Cuenta con una población de 2 habitantes (INE 2024).

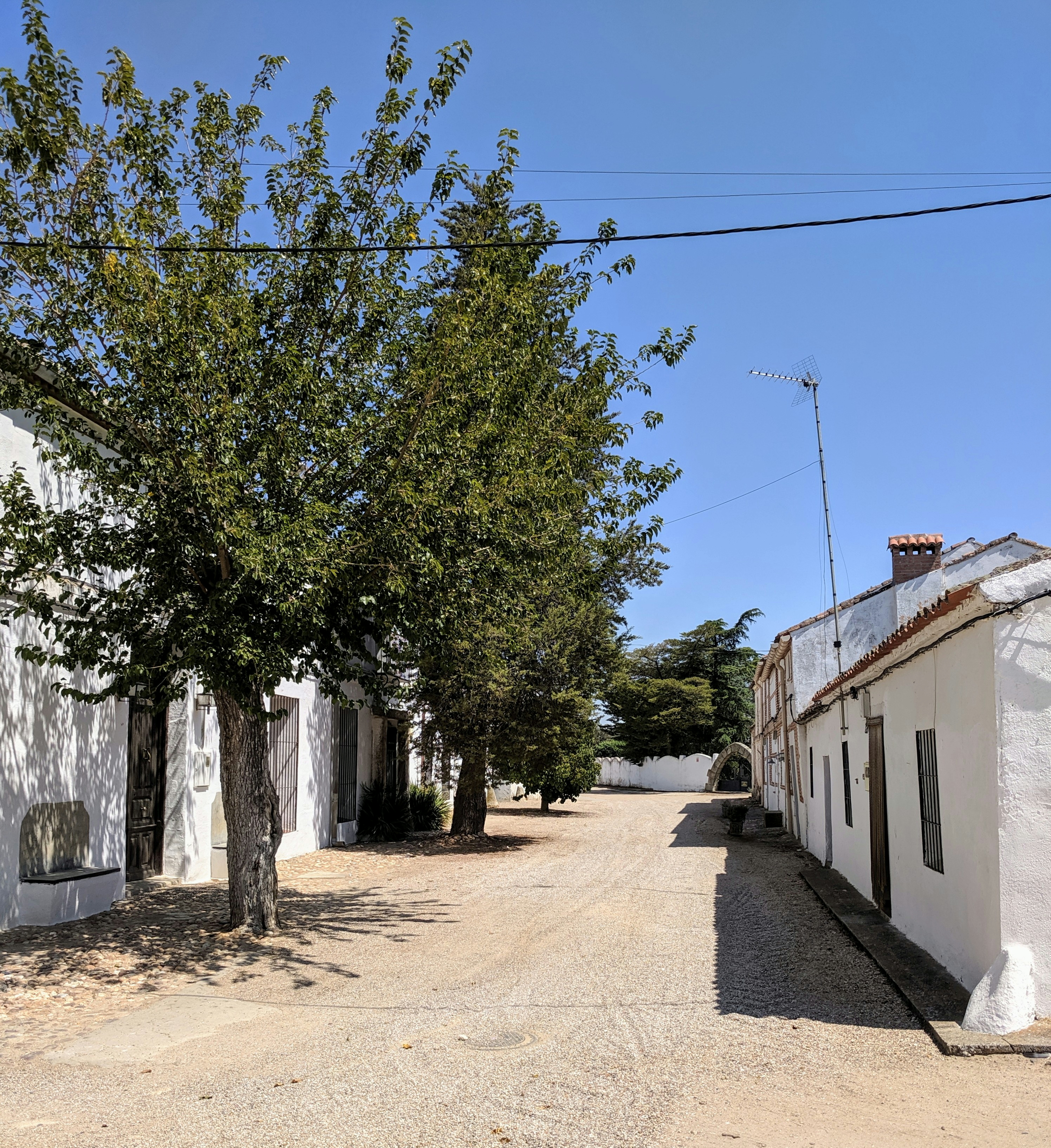
Calle principal

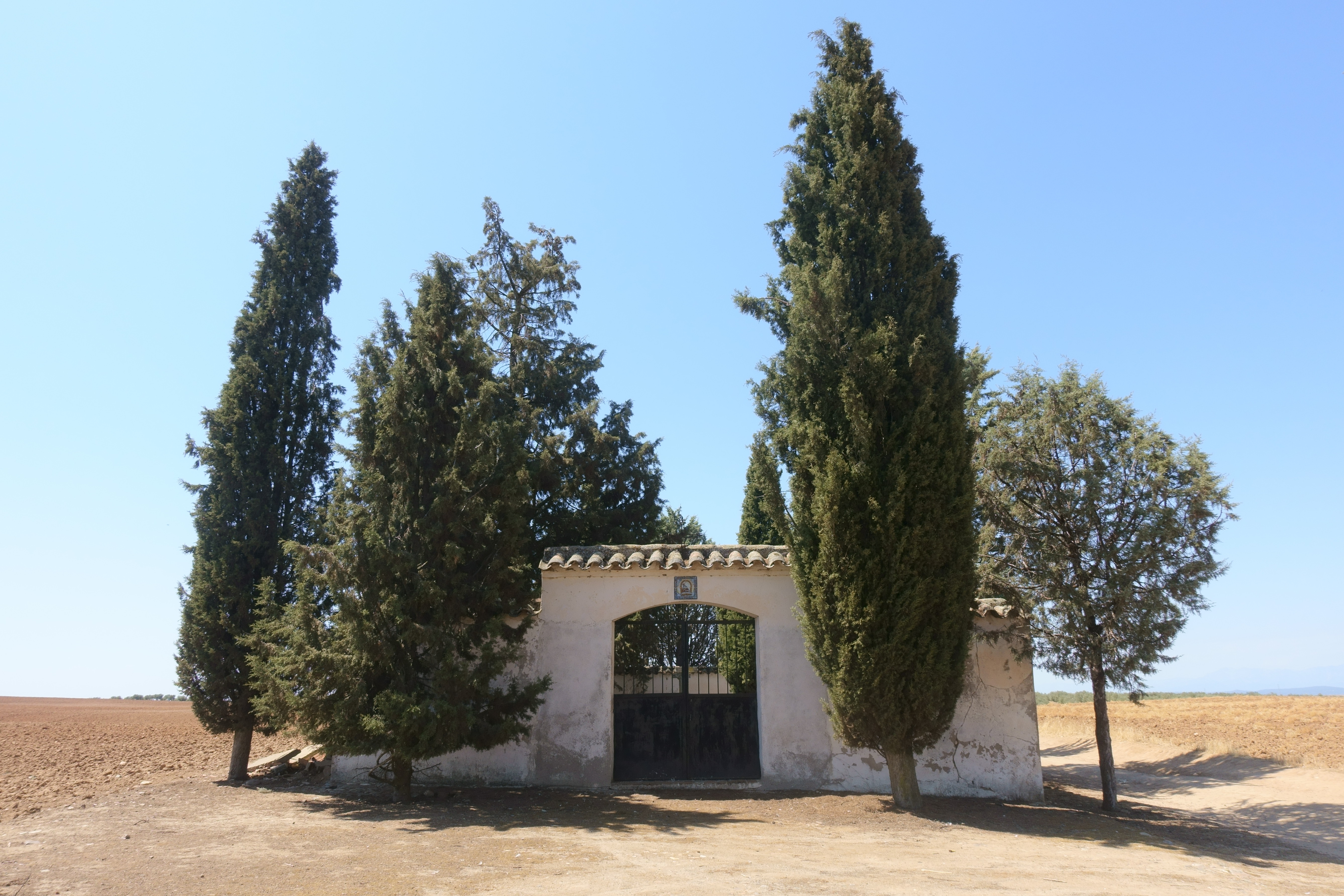
Cementerio

| Gráfica de evolución demográfica de Illán de Vacas entre 1842 y 2021 |
| |
| Población de derecho según los censos de población del INE Población de hecho según los censos de población del INEEn este censo se denominaba Illán de Vacas con Mañosa: 1860 Entre el censo de 1857 y el anterior, crece el término del municipio porque incorpora a 455004 (Mañosa) |

## Transporte y comunicaciones
Red viaria
Dentro de la red de carreteras, Illán de Vacas cuenta con la siguiente conexión:
| Identificador | Denominación         | Itinerario    |
| ------------- | -------------------- | ------------- |
| CM-4002       | Carretera autonómica | A-5 - Cebolla |

Ferrocarril

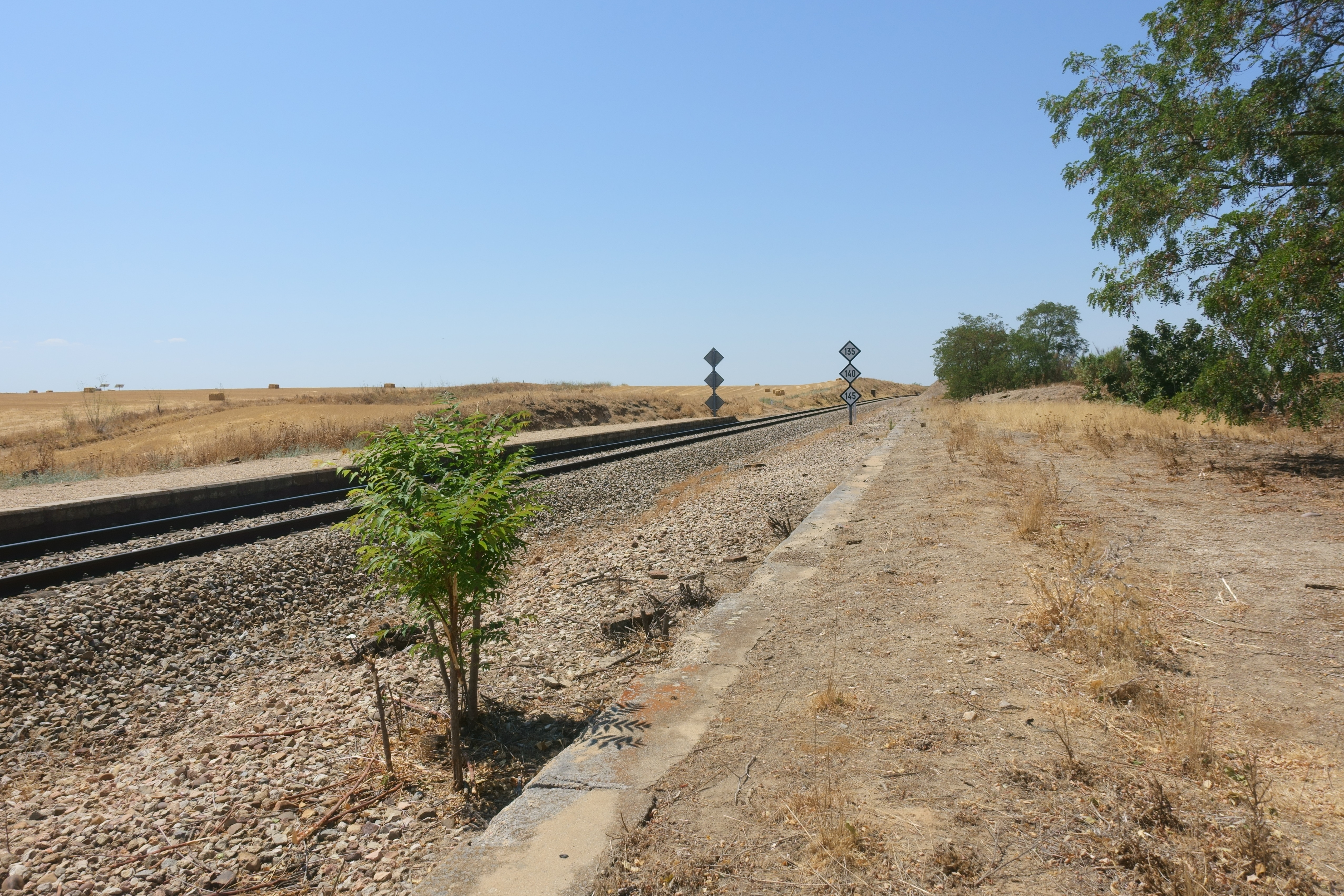
Ubicación de la antigua estación de ferrocarril de Illán de Vacas-Cebolla

Con la apertura del tramo ferroviario comprendido entre Torrijos y Talavera de la Reina el 19 de junio de 1876, entraba en funcionamiento la estación Illán de Vacas-Cebolla que daba servicio a ambos municipios. Durante décadas no solo sirvió para que los lugareños pudieran desplazarse a otros puntos sino que además valió para la exportación de cereal, vino y otras manufacturas propias de la zona. Con los años fue perdiendo su importancia hasta quedar en un simple apeadero. A principios de los años 1990 las pocas instalaciones que quedaban fueron derruidas debido a su estado ruinoso.[cita requerida]
La estación contaba con edificio de viajeros de estilo neomudéjar, muelle de mercancías, retretes, pozo, casillas para los trabajadores de la estación, así como casilla para el guardabarreras y garitas para los guardagujas de las cuales aún se conserva una en la trinchera ubicada en lo que era la salida hacia Montearagón.[cita requerida]

## Administración

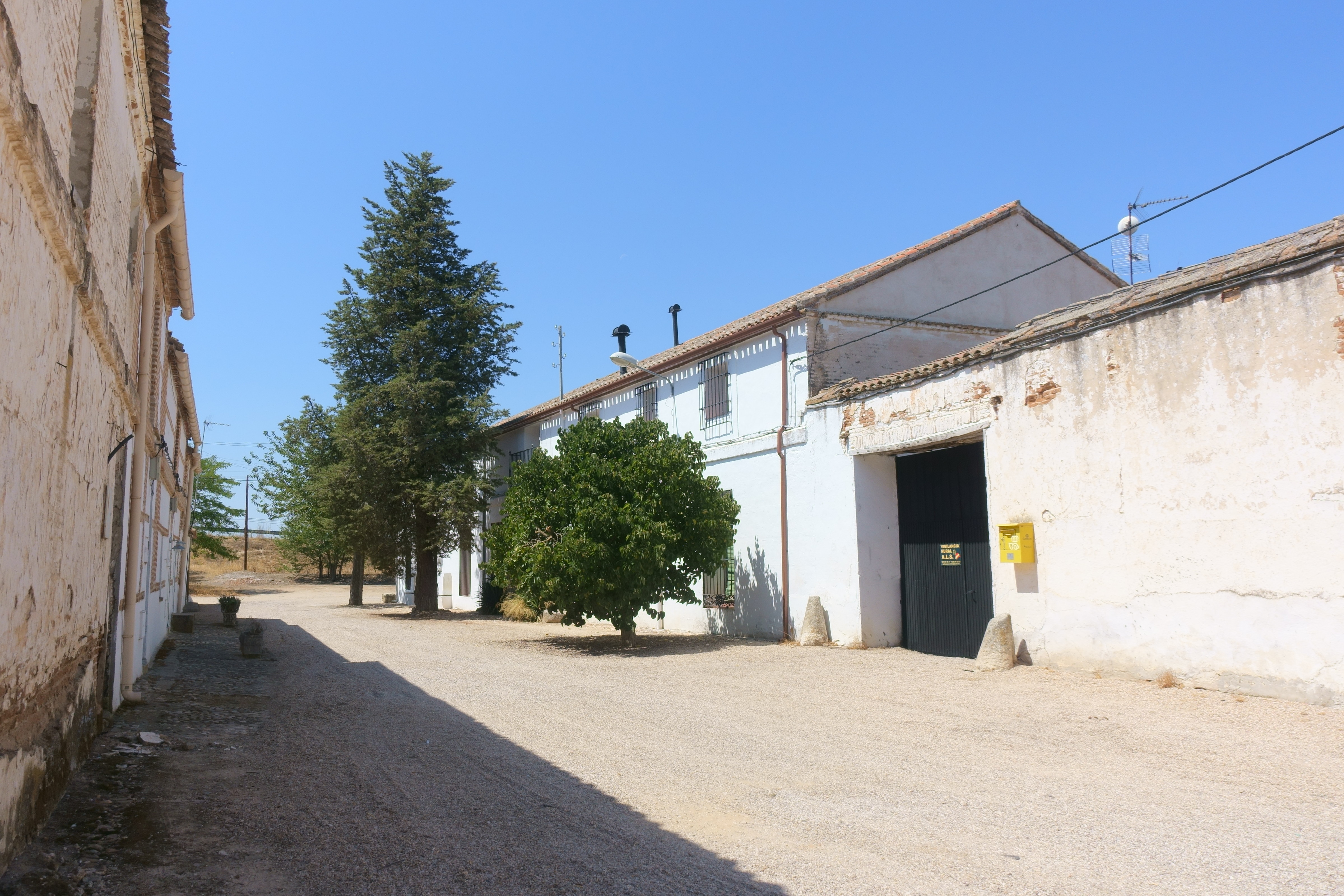
Calle principal

| Periodo   | Nombre                 | Partido   |
| --------- | ---------------------- | --------- |
| 1979-1983 | Jesús Renilla Renilla  | UCD       |
| 1983-1987 | Julián Renilla Bru     | AP/PDP/UL |
| 1987-1991 | Julián Renilla Bru     | AP        |
| 1991-1995 | Julián Renilla Bru     | PP        |
| 1995-1999 | Julián Renilla Bru     | PP        |
| 1999-2003 | Julián Renilla Bru     | PP        |
| 2003-2007 | Julián Renilla Bru     | PP        |
| 2007-2011 | Julián Renilla Bru     | PP        |
| 2011-2015 | Julián Renilla Bru     | PP        |
| 2015-2019 | Javier Bollaín Renilla | PP        |
| 2019-2023 | Javier Bollaín Renilla | PP        |
| 2023-act. | Javier Bollaín Renilla | PP        |

## Patrimonio

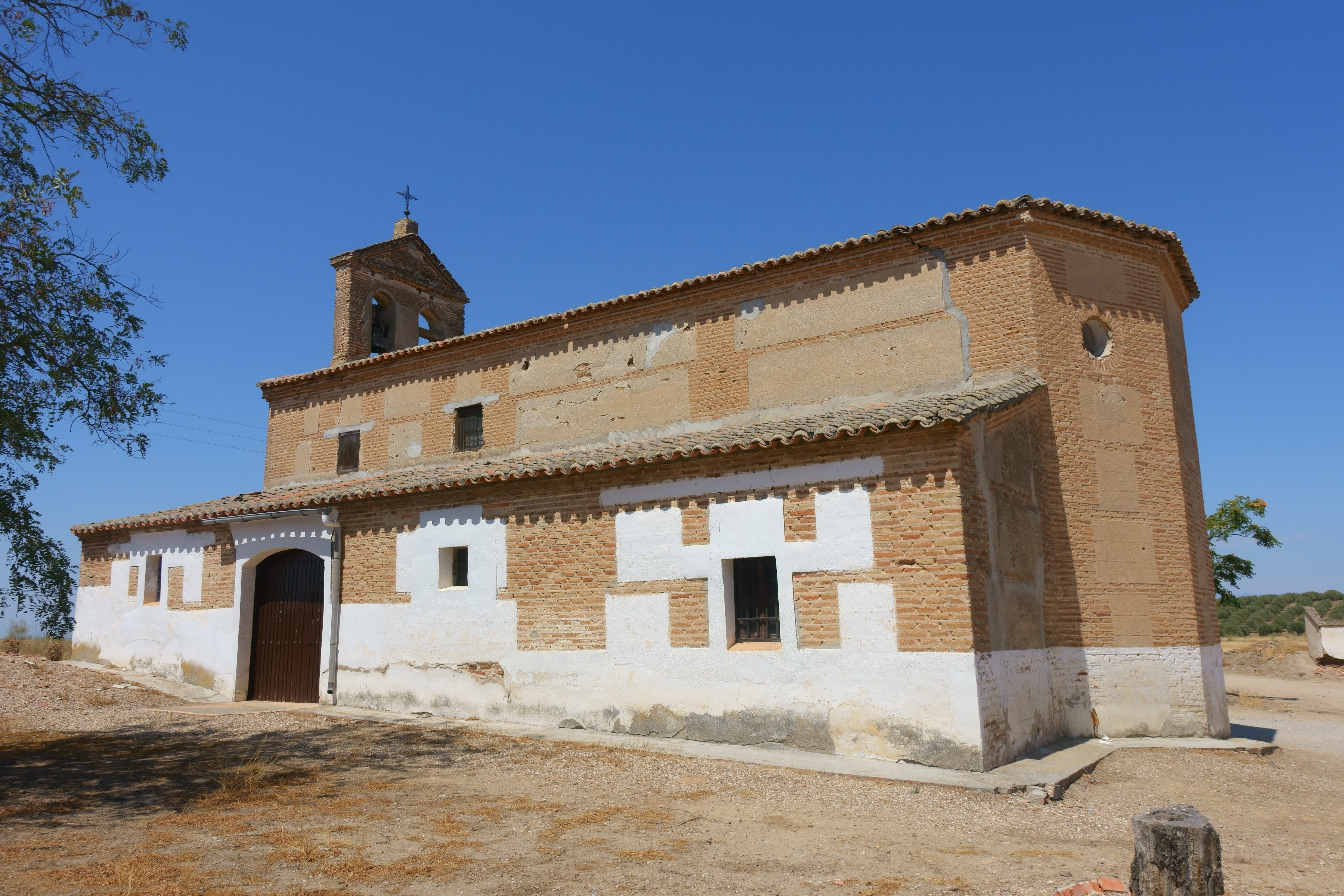
Iglesia de la Asunción de Nuestra Señora

- Iglesia de la Asunción de Nuestra Señora.
- Ruinas de una antigua peletería.

## Fiestas
- 24 de enero: Virgen de la Paz.
- 16 de mayo: San Illán.